# Hoesdorf
Hoesdorf (en luxemburguès: Héischdrefh; en alemany: Hoesdorf) és una vila de la comuna de Reisdorf situada al districte de Diekirch del cantó de Diekirch. Està a uns 32 km de distància de la ciutat de Luxemburg.

## Geografia
Hoesdorf limita a l'est amb el Our, un afluent del Sauer, que forma aquí la frontera amb Alemanya.